# النا کوچی
اِلنا کوچی (ایتالیایی: Elena Cucci؛ ۲۶ مه ۱۹۸۳) بازیگر سینما و تلویزیون اهل ایتالیا است.
از فیلم‌ها یا مجموعه‌های تلویزیونی که وی در آن‌ها نقش داشته‌است، می‌توان به پدر ماتئو، حوزه استحفاظی، آقای سعادت، پاینده‌باد ایتالیا، هیچ‌کجا مثل خانه نیست و من، دن جووانی اشاره نمود.